# Smile (песня Лили Аллен)
«Smile» (с англ. — «улыбка») — сингл британской певицы Лили Аллен из её дебютного студийного альбома. Был написан певицей и представителями музыкального продюсера, Дарреном Льюисом и Айаола Бабалола в 2004 году. Песня была выпущена в качестве основного сингла альбома «Alright, Still» в марте 2006 года. После подписания контракта с Regal Recordings песня приобретает все большую популярность в социальной сети MySpace, вскоре Аллен выпустила ограниченным тиражом песню LDN для содействия её работе, а затем она объявила о выпуске песни «Smile».
Песня включает в себя музыку в жанре рокстеди, а слова песни говорят о предательстве её парня, страданиями которого она впоследствии наслаждается. Большинство современных критиков дали песне положительные отзывы, однако с другой стороны, по мнению некоторых, сингл не был одним из лучших треков альбома, и это делает певицу «теоретической поп-принцессой». Сингл достиг высоких позиций в чартах европейских стран и Австралии, был на вершине чарта UK Singles Chart в течение двух недель подряд и закончил год как одиннадцатая по успешности песня страны. Также сингл был в американском чарте Billboard Hot 100, где он был назван золотым.
Для продвижения сингл «Smile» был также перезаписан на симлише и играл в нескольких шоу. Также сингл получил свою песню-ответ. Музыкальный видеоклип обыгрывает тему мести, Аллен в клипе нанимает несколько человек для того, чтобы они избили её экс-бойфренда. Видеоклип был создан Софи Мюллер и впоследствии запрещен на MTV из-за нецензурной лексики. Песня была спета вживую много раз, в том числе на ток-шоу, в её концертных турах 2007 и 2009 годов, хотя сама певица утверждала, что её уже «тошнит» от этого сингла. В 2008 году он выиграл премию в жанре поп-музыки на лондонском Broadcast Music Incorporated Awards.

## Предыстория
После встречи с Джорджом Ламб на одном из праздников на Ибице, Аллен сделала его своим менеджером. Позже Ламб представил певицу дуэту Future Cut, с которым она вскоре написала и выпустила демозапись, которая была отправлена в различные звукозаписывающие компании. В 2005 году Лили Аллен подписала контракт с компанией Regal Recordings, которая дала ей 25 тысяч фунтов для производства альбома. Сама певица считает это «маленькой идеей развития» (англ. "small development idea"), так как они были не в состоянии обеспечить большую поддержку для неё из-за их занятости с другими релизами. Получив совет от Lady Sovereign, в ноябре 2005 года певица создала аккаунт на MySpace и разместила там демоверсии своих песен. К марту 2006 года их слушали тысячи людей, и ограниченным тиражом в 500 экземпляров в формате 7" vinyl был выпущен один из демосинглов, песня под названием LDN, и на пике своей популярности он продавался за 40 фунтов стерлингов. Для продвижения Аллен также выпустила два микстейпа. После появления у певицы десятков тысяч друзей в MySpace, ей заинтересовался The Observer Music Monthly. Мало кто вне лейбла A & R слышал о певице, поэтому лейбл стал медленно отвечать на издания, которые хотели написать о ней. Её лейбл был недоволен звуком демозаписи, поэтому они назначили певице «более хороших продюсеров и писателей».

## Видеоклип
Музыкальное видео на песню было выпущено 3 июля 2006 года. Режиссером выступила Софи Мюллер, оно содержало тему мести, аналогичную теме песни. Все начинается с того, что Аллен сидит на кровати в своей квартире, ест шоколад и сырные шарики. Чередующиеся кадры, на которых она и ее бывший парень проводят время вместе, появляются как воспоминание.

## Треклисты и форматы сингла
| - UK CD1 1. «Smile» — 3:17 2. «Smile» (Gutter Mix) — 2:59 - UK CD2 1. «Smile» — 3:16 2. «Cheryl Tweedy» — 3:15 3. «Absolutely Nothing» — 4:02 4. «Smile» (Video) — 3:14 | - Digital Download 1. «Smile» — 3:17 2. «Smile» (Gutter Mix) — 2:59 3. «Cheryl Tweedy» — 3:15 4. «Absolutely Nothing» — 4:02 - 7" Vinyl 1. «Smile» — 3:17 2. «Smile» (Gutter Mix) — 2:59 |

## Места в чартах
| Чарт(2006–2007)                         | Высшая позиция |
| --------------------------------------- | -------------- |
| Австралия (ARIA)                        | 14             |
| Австрия (Ö3 Austria Top 40)             | 40             |
| Бельгия/Фландрия (Ultratop 50)          | 27             |
| Бельгия/Валлония (Ultratop 50)          | 33             |
| Канада (Billboard Canadian Hot 100)     | 72             |
| СНГ (TopHit)                            | 13             |
| Croatia (HRT)                           | 7              |
| Чехия (Rádio — Top 100)                 | 30             |
| Дания (Tracklisten Airplay)             | 2              |
| Europe (Eurochart Hot 100)              | 5              |
| Франция (SNEP)                          | 16             |
| Германия (GfK)                          | 67             |
| Венгрия (Rádiós Top 40)                 | 11             |
| Ирландия (IRMA)                         | 6              |
| Италия (FIMI)                           | 23             |
| Нидерланды (Dutch Top 40)               | 10             |
| Нидерланды (Single Top 100)             | 19             |
| Новая Зеландия (Recorded Music NZ)      | 6              |
| Шотландия (OCC Scotland)                | 5              |
| Словакия (Rádio — Top 100)              | 2              |
| Швеция (Sverigetopplistan)              | 38             |
| Швейцария (Schweizer Hitparade)         | 21             |
| Великобритания (OCC UK Singles)         | 1              |
| США (Billboard Hot 100)                 | 49             |
| США (Billboard Adult Alternative Songs) | 27             |
| США (Billboard Adult Pop Airplay)       | 20             |
| США (Billboard Pop Airplay)             | 35             |

| Чарт(2006)                        | Позиция |
| --------------------------------- | ------- |
| Belgium (Ultratop 50 Flanders)    | 92      |
| CIS (Tophit)                      | 115     |
| Hungary (Rádiós Top 40)           | 82      |
| Netherlands (Dutch Top 40)        | 81      |
| Netherlands (Single Top 100)      | 84      |
| Switzerland (Schweizer Hitparade) | 87      |
| UK Singles (OCC)                  | 11      |

| Регион | Сертификация | Продажи  |
| --- | ------------ | -------- |
| Франция | —            | 59,200   |
| Великобритания (BPI) | Платиновый   | 600 000  |
| США (RIAA) | Золотой      | 500 000* |
| * Данные о продажах приведены только на основе сертификации. · Данные о продажах + прослушиваниях приведены только на основе сертификации. |              |          |